# Overland

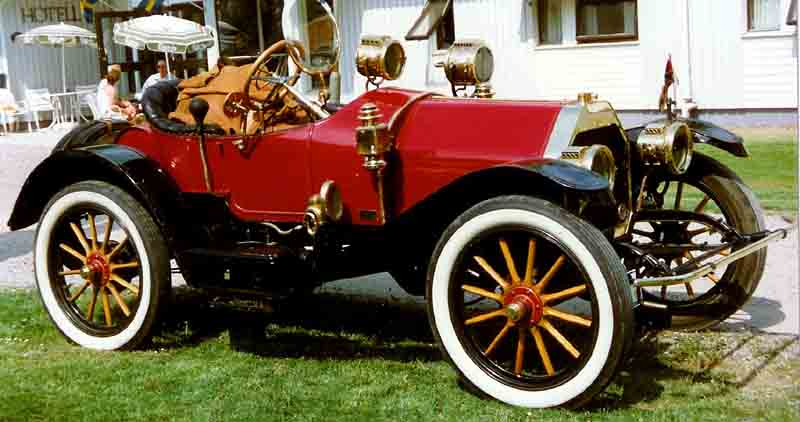
Overland 38 Roadster 1910

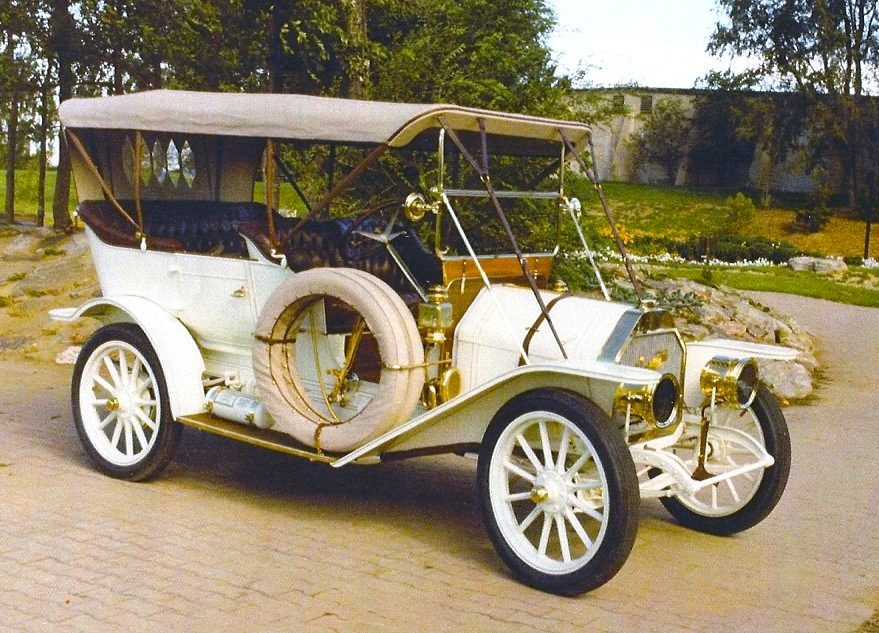
Overland 42 1910

Overland Company var en amerikansk biltillverkare. 1908 köptes Overland av John North Willys, och bytte 1912 namn till Willys-Overland.
Den lilla och billiga Overland 4 kom ut på marknaden i slutet av 1919. Vagnen hade en 4-cylindrig sidventilmotor på 27 hk och en treväxlad manuell växellåda. Hjulbasen var 100 tum.
Overland 4 var försedd med så kallad triplexfjädring där de främre fjäderpaketen var snedställda i plogform. Bakfjädrarna var även de i plogform men vända framåt. Konstruktionen skulle enligt reklammakarna ge en bättre fjädring. Men då fjädrarna var fast inspända i ramen sprack främre ramhuvudet lätt.
Karossen var tillverkad helt i plåt och saknade trästomme. En punktsvetsad konstruktion där plåtarna lagts omlott gjorde att rosten kunde härja fritt och efter några år kunde vagnskorgen falla isär. Trots sitt låga pris kunde den aldrig konkurrera med T-Forden som var av högre kvalitet men kunde säljas ännu billigare.
I mitten av 1922 i och med införandet av 1923 års modell moderniserades bilen utseendemässigt i och med introduktionen av modell 91. Samtidigt presenterades modell 92, en version med 106 tums hjulbas och kaross uppbyggd på träspant. 
Modell 92 gick under benämningen Red Bird, Black Bird och Blue Bird beroende på färg. 
Det gamla chassiet med triplexfjädringen från 1919 hängde med till och med 1926 då produktionen avbröts till förmån för Overland Whippet. 
I dag finns i Sverige ett tiotal Overland 4 bevarade.
Willys Overland Knight Registry (WOKR) i USA är en klubb för dem som är intresserade av gamla Overlandbilar.